# Großer Preis von Portugal 1986
Der Große Preis von Portugal 1986 (offiziell 15º Grande Prémio de Portugal) fand am 21. September auf dem Autódromo Fernanda Pires da Silvaist in der Nähe von Estoril statt und war das 14. Rennen der Formel-1-Weltmeisterschaft 1986.

## Berichte

### Hintergrund
Nachdem das Rennen in Portugal im Vorjahr im April stattgefunden hatte, wurde für 1986 wieder ein Termin gegen Ende der Saison festgelegt.
Die einzige Veränderung im Teilnehmerfeld gegenüber dem Großen Preis von Italien zwei Wochen zuvor war die Rückkehr von Allen Berg anstelle von Alex Caffi.

### Training
Ayrton Senna sicherte sich seine siebte Pole-Position des Jahres vor Nigel Mansell, Alain Prost, Gerhard Berger, Teo Fabi und Nelson Piquet.
Alle Fahrer erzielten ihre jeweiligen Bestzeiten während des zweiten Qualifikationstrainings am Samstag.

### Rennen
Mansell ging sofort in Führung und verteidigte diese Position bis ins Ziel. Senna folgte ihm über weite Teile des Rennens auf dem zweiten Rang. Lediglich als er in der 32. Runde an der Box neue Reifen montieren ließ, gab er die Position für eine Runde an Prost ab. In der letzten Runde fiel er jedoch aufgrund von Kraftstoffmangel auf den vierten Platz hinter Prost und Piquet zurück. Die beiden Ferrari-Piloten Stefan Johansson und Michele Alboreto belegten die Plätze fünf und sechs.
Das Williams-Team stand nach dem Rennen als Sieger der Konstrukteurs-Weltmeisterschaft fest.

## Meldeliste
| Team                           | Nr. | Fahrer             | Chassis        | Motor                         | Reifen |
| ------------------------------ | --- | ------------------ | -------------- | ----------------------------- | ------ |
| Marlboro McLaren International | 01  | Alain Prost        | McLaren MP4/2C | TAG/Porsche TTE PO1 1.5 V6t   | G      |
| Marlboro McLaren International | 02  | Keke Rosberg       | McLaren MP4/2C | TAG/Porsche TTE PO1 1.5 V6t   | G      |
| Data General Team Tyrrell      | 03  | Martin Brundle     | Tyrrell 015    | Renault EF15 1.5 V6t          | G      |
| Data General Team Tyrrell      | 04  | Philippe Streiff   | Tyrrell 015    | Renault EF15 1.5 V6t          | G      |
| Canon Williams Honda Team      | 05  | Nigel Mansell      | Williams FW11  | Honda RA166E 1.5 V6t          | G      |
| Canon Williams Honda Team      | 06  | Nelson Piquet      | Williams FW11  | Honda RA166E 1.5 V6t          | G      |
| Motor Racing Developments      | 07  | Riccardo Patrese   | Brabham BT55   | BMW M12/13 1.5 L4t            | P      |
| Motor Racing Developments      | 08  | Derek Warwick      | Brabham BT55   | BMW M12/13 1.5 L4t            | P      |
| John Player Special Team Lotus | 11  | Johnny Dumfries    | Lotus 98T      | Renault EF15B 1.5 V6t         | G      |
| John Player Special Team Lotus | 12  | Ayrton Senna       | Lotus 98T      | Renault EF15B 1.5 V6t         | G      |
| West Zakspeed Racing           | 14  | Jonathan Palmer    | Zakspeed 861   | Zakspeed 1500/4 1.5 L4t       | G      |
| West Zakspeed Racing           | 29  | Huub Rothengatter  | Zakspeed 861   | Zakspeed 1500/4 1.5 L4t       | G      |
| Team Haas (USA) Ltd            | 15  | Alan Jones         | Lola THL2      | Ford Cosworth GBA 1.5 V6t     | G      |
| Team Haas (USA) Ltd            | 16  | Patrick Tambay     | Lola THL2      | Ford Cosworth GBA 1.5 V6t     | G      |
| Barclay Arrows BMW             | 17  | Christian Danner   | Arrows A8      | BMW M12/13 1.5 L4t            | G      |
| Barclay Arrows BMW             | 18  | Thierry Boutsen    | Arrows A8      | BMW M12/13 1.5 L4t            | G      |
| Benetton Formula Ltd           | 19  | Teo Fabi           | Benetton B186  | BMW M12/13 1.5 L4t            | P      |
| Benetton Formula Ltd           | 20  | Gerhard Berger     | Benetton B186  | BMW M12/13 1.5 L4t            | P      |
| Osella Squadra Corse           | 21  | Piercarlo Ghinzani | Osella FA1G    | Alfa Romeo 890T 1.5 V8t       | P      |
| Osella Squadra Corse           | 22  | Allen Berg         | Osella FA1F    | Alfa Romeo 890T 1.5 V8t       | P      |
| Minardi F1 Team                | 23  | Andrea de Cesaris  | Minardi M186   | Motori Moderni 615-90 1.5 V6t | P      |
| Minardi F1 Team                | 24  | Alessandro Nannini | Minardi M185B  | Motori Moderni 615-90 1.5 V6t | P      |
| Équipe Ligier                  | 25  | René Arnoux        | Ligier JS27    | Renault EF15 1.5 V6t          | P      |
| Équipe Ligier                  | 26  | Philippe Alliot    | Ligier JS27    | Renault EF15 1.5 V6t          | P      |
| Scuderia Ferrari SpA SEFAC     | 27  | Michele Alboreto   | Ferrari F1/86  | Ferrari 032 1.5 V6t           | G      |
| Scuderia Ferrari SpA SEFAC     | 28  | Stefan Johansson   | Ferrari F1/86  | Ferrari 032 1.5 V6t           | G      |
| Jolly Club SpA                 | 31  | Ivan Capelli       | AGS JH21C      | Motori Moderni 615-90 1.5 V6t | P      |

## Klassifikationen

### Qualifying
| Pos. | Fahrer             | Konstrukteur           | Qualifikationstraining 1 | Qualifikationstraining 1 | Qualifikationstraining 2 | Qualifikationstraining 2 | Start |
| Pos. | Fahrer             | Konstrukteur           | Zeit                     | Ø-Geschwindigkeit        | Zeit                     | Ø-Geschwindigkeit        | Start |
| ---- | ------------------ | ---------------------- | ------------------------ | ------------------------ | ------------------------ | ------------------------ | ----- |
| 01   | Ayrton Senna       | Lotus-Renault          | 1:19,943                 | 195,890 km/h             | 1:16,673                 | 204,244 km/h             | 01    |
| 02   | Nigel Mansell      | Williams-Honda         | 1:19,047                 | 198,110 km/h             | 1:17,489                 | 202,093 km/h             | 02    |
| 03   | Alain Prost        | McLaren-TAG-Porsche    | 1:19,692                 | 196,507 km/h             | 1:17,710                 | 201,518 km/h             | 03    |
| 04   | Gerhard Berger     | Benetton-BMW           | 1:19,923                 | 195,939 km/h             | 1:17,742                 | 201,436 km/h             | 04    |
| 05   | Teo Fabi           | Benetton-BMW           | 1:20,957                 | 193,436 km/h             | 1:18,071                 | 200,587 km/h             | 05    |
| 06   | Nelson Piquet      | Williams-Honda         | 1:19,410                 | 197,204 km/h             | 1:18,180                 | 200,307 km/h             | 06    |
| 07   | Keke Rosberg       | McLaren-TAG-Porsche    | 1:20,556                 | 194,399 km/h             | 1:18,360                 | 199,847 km/h             | 07    |
| 08   | Stefan Johansson   | Ferrari                | 1:21,621                 | 191,862 km/h             | 1:19,332                 | 197,398 km/h             | 08    |
| 09   | Riccardo Patrese   | Brabham-BMW            | 1:21,257                 | 192,722 km/h             | 1:19,637                 | 196,642 km/h             | 09    |
| 10   | René Arnoux        | Ligier-Renault         | 1:21,876                 | 191,265 km/h             | 1:19,657                 | 196,593 km/h             | 10    |
| 11   | Philippe Alliot    | Ligier-Renault         | 1:21,693                 | 191,693 km/h             | 1:19,769                 | 196,317 km/h             | 11    |
| 12   | Derek Warwick      | Brabham-BMW            | 1:23,455                 | 187,646 km/h             | 1:19,882                 | 196,039 km/h             | 12    |
| 13   | Michele Alboreto   | Ferrari                | 1:21,123                 | 193,040 km/h             | 1:20,019                 | 195,704 km/h             | 13    |
| 14   | Patrick Tambay     | Lola-Ford              | 1:22,396                 | 190,058 km/h             | 1:20,761                 | 193,905 km/h             | 14    |
| 15   | Johnny Dumfries    | Lotus-Renault          | 1:23,778                 | 186,923 km/h             | 1:21,594                 | 191,926 km/h             | 15    |
| 16   | Andrea de Cesaris  | Minardi-Motori Moderni | 1:23,361                 | 187,858 km/h             | 1:21,611                 | 191,886 km/h             | 16    |
| 17   | Alan Jones         | Lola-Ford              | 1:22,612                 | 189,561 km/h             | 1:21,646                 | 191,804 km/h             | 17    |
| 18   | Alessandro Nannini | Minardi-Motori Moderni | 1:24,724                 | 184,835 km/h             | 1:21,702                 | 191,672 km/h             | 18    |
| 19   | Martin Brundle     | Tyrrell-Renault        | 1:25,114                 | 183,989 km/h             | 1:21,835                 | 191,361 km/h             | 19    |
| 20   | Jonathan Palmer    | Zakspeed               | 1:23,941                 | 186,560 km/h             | 1:21,929                 | 191,141 km/h             | 20    |
| 21   | Thierry Boutsen    | Arrows-BMW             | 1:23,412                 | 187,743 km/h             | 1:22,068                 | 190,817 km/h             | 21    |
| 22   | Christian Danner   | Arrows-BMW             | 1:24,665                 | 184,964 km/h             | 1:22,274                 | 190,340 km/h             | 22    |
| 23   | Philippe Streiff   | Tyrrell-Renault        | 1:23,895                 | 186,662 km/h             | 1:22,388                 | 190,076 km/h             | 23    |
| 24   | Piercarlo Ghinzani | Osella-Alfa Romeo      | 1:26,552                 | 180,932 km/h             | 1:23,566                 | 187,397 km/h             | 24    |
| 25   | Ivan Capelli       | AGS-Motori Moderni     | 1:25,795                 | 182,528 km/h             | 1:23,987                 | 186,457 km/h             | 25    |
| 26   | Huub Rothengatter  | Zakspeed               | 1:25,928                 | 182,246 km/h             | 1:24,105                 | 186,196 km/h             | 26    |
| 27   | Allen Berg         | Osella-Alfa Romeo      | 1:29,724                 | 174,535 km/h             | 1:26,861                 | 180,288 km/h             | 27    |

### Rennen
| Pos. | Fahrer             | Konstrukteur           | Runden | Stopps | Zeit        | Start | Schnellste Runde |
| ---- | ------------------ | ---------------------- | ------ | ------ | ----------- | ----- | ---------------- |
| 01   | Nigel Mansell      | Williams-Honda         | 70     | 1      | 1:37:21,900 | 02    | 1:20,943 (53.)   |
| 02   | Alain Prost        | McLaren-TAG-Porsche    | 70     | 1      | + 18,772    | 03    | 1:21,092 (61.)   |
| 03   | Nelson Piquet      | Williams-Honda         | 70     | 1      | + 49,274    | 06    | 1:21,100 (60.)   |
| 04   | Ayrton Senna       | Lotus-Renault          | 69     | 1      | DNF         | 01    | 1:21,283 (60.)   |
| 05   | Michele Alboreto   | Ferrari                | 69     | 0      | + 1 Runde   | 13    | 1:22,073 (58.)   |
| 06   | Stefan Johansson   | Ferrari                | 69     | 0      | + 1 Runde   | 08    | 1:22,347 (50.)   |
| 07   | René Arnoux        | Ligier-Renault         | 69     | 0      | + 1 Runde   | 10    | 1:24,356 (53.)   |
| 08   | Teo Fabi           | Benetton-BMW           | 68     | 0      | + 2 Runden  | 05    | 1:22,999 (53.)   |
| 09   | Johnny Dumfries    | Lotus-Renault          | 68     | 0      | + 2 Runden  | 15    | 1:23,737 (49.)   |
| 10   | Thierry Boutsen    | Arrows-BMW             | 67     | 0      | + 3 Runden  | 21    | 1:24,350 (52.)   |
| 11   | Christian Danner   | Arrows-BMW             | 67     | 1      | + 3 Runden  | 22    | 1:24,268 (64.)   |
| 12   | Jonathan Palmer    | Zakspeed               | 67     | 0      | + 3 Runden  | 20    | 1:24,947 (37.)   |
| 13   | Allen Berg         | Osella-Alfa Romeo      | 63     | 0      | + 7 Runden  | 27    | 1:30,477 (34.)   |
| –    | Riccardo Patrese   | Brabham-BMW            | 62     | 0      | DNF         | 09    | 1:24,243 (36.)   |
| –    | Patrick Tambay     | Lola-Ford              | 62     | 3      | NC          | 14    | 1:23,889 (59.)   |
| –    | Alessandro Nannini | Minardi-Motori Moderni | 60     | 0      | DNF         | 18    | 1:27,910 (04.)   |
| –    | Gerhard Berger     | Benetton-BMW           | 44     | 0      | DNF         | 04    | 1:23,850 (26.)   |
| –    | Andrea de Cesaris  | Minardi-Motori Moderni | 43     | 0      | DNF         | 16    | 1:26,034 (28.)   |
| –    | Keke Rosberg       | McLaren-TAG-Porsche    | 41     | 0      | DNF         | 07    | 1:22,242 (36.)   |
| –    | Derek Warwick      | Brabham-BMW            | 41     | 0      | DNF         | 12    | 1:25,113 (18.)   |
| –    | Philippe Alliot    | Ligier-Renault         | 39     | 0      | DNF         | 11    | 1:24,516 (38.)   |
| –    | Philippe Streiff   | Tyrrell-Renault        | 28     | 0      | DNF         | 23    | 1:26,242 (27.)   |
| –    | Martin Brundle     | Tyrrell-Renault        | 18     | 0      | DNF         | 19    | 1:26,612 (15.)   |
| –    | Alan Jones         | Lola-Ford              | 10     | 0      | DNF         | 17    | 1:25,681 (06.)   |
| –    | Huub Rothengatter  | Zakspeed               | 9      | 0      | DNF         | 26    | 1:28,397 (07.)   |
| –    | Piercarlo Ghinzani | Osella-Alfa Romeo      | 8      | 0      | DNF         | 24    | 1:30,016 (03.)   |
| –    | Ivan Capelli       | AGS-Motori Moderni     | 6      | 0      | DNF         | 25    | 1:27,861 (06.)   |

## WM-Stände nach dem Rennen
Die ersten sechs des Rennens bekamen 9, 6, 4, 3, 2 bzw. 1 Punkt(e). In der Fahrerwertung wurden die besten elf Resultate, in der Konstrukteurswertung alle Resultate gewertet.

### Fahrerwertung
| Pos. | Fahrer           | Konstrukteur        | Punkte |
| ---- | ---------------- | ------------------- | ------ |
| 01   | Nigel Mansell    | Williams-Honda      | 70     |
| 02   | Nelson Piquet    | Williams-Honda      | 60     |
| 03   | Alain Prost      | McLaren-TAG-Porsche | 59     |
| 04   | Ayrton Senna     | Lotus-Renault       | 51     |
| 05   | Keke Rosberg     | McLaren-TAG-Porsche | 22     |
| 06   | Stefan Johansson | Ferrari             | 19     |
| 07   | Jacques Laffite  | Ligier-Renault      | 14     |
| 08   | René Arnoux      | Ligier-Renault      | 14     |
| 09   | Michele Alboreto | Ferrari             | 14     |
| 10   | Gerhard Berger   | Benetton-BMW        | 8      |
| 11   | Martin Brundle   | Tyrrell-Renault     | 5      |
| 12   | Alan Jones       | Lola-Hart/-Ford     | 4      |
| 13   | Riccardo Patrese | Brabham-BMW         | 2      |
| 14   | Patrick Tambay   | Lola-Hart/-Ford     | 2      |
| 15   | Teo Fabi         | Benetton-BMW        | 2      |
| 16   | Johnny Dumfries  | Lotus-Renault       | 2      |

| Pos. | Fahrer             | Konstrukteur                   | Punkte |
| ---- | ------------------ | ------------------------------ | ------ |
| 17   | Philippe Streiff   | Tyrrell-Renault                | 1      |
| 18   | Christian Danner   | Arrows-BMW / Osella-Alfa Romeo | 1      |
| 19   | Thierry Boutsen    | Arrows-BMW                     | 0      |
| 20   | Derek Warwick      | Brabham-BMW                    | 0      |
| 21   | Jonathan Palmer    | Zakspeed                       | 0      |
| 22   | Huub Rothengatter  | Zakspeed                       | 0      |
| 23   | Elio de Angelis    | Brabham-BMW                    | 0      |
| 24   | Marc Surer         | Arrows-BMW                     | 0      |
| 25   | Philippe Alliot    | Ligier-Renault                 | 0      |
| 26   | Piercarlo Ghinzani | Osella-Alfa Romeo              | 0      |
| 27   | Allen Berg         | Osella-Alfa Romeo              | 0      |
| –    | Alessandro Nannini | Minardi-Motori Moderni         | 0      |
| –    | Andrea de Cesaris  | Minardi-Motori Moderni         | 0      |
| –    | Alex Caffi         | Osella-Alfa Romeo              | 0      |
| –    | Ivan Capelli       | AGS-Motori-Moderni             | 0      |
| –    | Eddie Cheever      | Lola-Hart/-Ford                | 0      |

### Konstrukteurswertung
| Pos. | Konstrukteur        | Punkte |
| ---- | ------------------- | ------ |
| 01   | Williams-Honda      | 130    |
| 02   | McLaren-TAG-Porsche | 81     |
| 03   | Lotus-Renault       | 53     |
| 04   | Ferrari             | 33     |
| 05   | Ligier-Renault      | 28     |
| 06   | Benetton-BMW        | 10     |
| 07   | Lola-Hart/-Ford     | 6      |

| Pos. | Konstrukteur           | Punkte |
| ---- | ---------------------- | ------ |
| 08   | Tyrrell-Ford           | 6      |
| 09   | Brabham-BMW            | 2      |
| 10   | Arrows-BMW             | 1      |
| 11   | Zakspeed               | 0      |
| 12   | Osella-Alfa Romeo      | 0      |
| –    | Minardi-Motori Moderni | 0      |
| –    | AGS-Motori Moderni     | 0      |